# Хуан Хосе Ногес
Хуан Хосе Ногес Порталатин (Сарагоса, 28. март 1909 — Палма де Маљорка, 2. јул 1998) био је шпански фудбалер и тренер из Арагона. Током 1930-их и 1940-их, играо је као голман за Барселону, каталонски национални тим и Шпанију. Касније је постао тренер неколико клубова из Ла Лиге укључујући Барселону и Еспањол.

## Играчка каријера
Био је голман из Сарагосе (познатог као Парадајзи због њихове црвене униформе, тима који се спојио са Иберијом и створио Реал Сарагосу 1932.). Ногес је дебитовао у Ла Лиги за Барселону 12. децембра 1930. у ремију 1 : 1 против Расинга из Сантандера. Током своје играчке каријере у клубу помогао им је да освоје Шампионат Каталоније пет пута. Између 1932. и 1941. одиграо је и 10 утакмица за каталонски национални тим. Дана 14. фебруара 1934. играо је против Шпаније на Лес Кортсу. Шпанија, која се припремала за Светско првенство 1934, победила је са 2 : 0. Ногес је касније укључен у репрезентацију Шпаније за Светско првенство. Своју једину утакмицу за Шпанију одиграо је у репризи четвртфинала против Италије 1. јуна 1934., заменивши Рикарда Замору који је био повређен у првој утакмици. Након што је Светско првенство завршено, Бразил је, са тимом који је укључивао Леонидаса да Силву, два пута играо против Каталоније на припремама, а Ногес је играо у обе утакмице. Каталонски национални тим је 17. јуна победио Бразил са 2 : 1 на Лес Кортсу, а затим је 24. јуна одиграо нерешено 2 : 2 у Ђирони.

## Тренерска каријера
Након што се повукао као играч, Ногес је преузео место тренера у Барселони током сезоне 1941–42. У сезони се Барса борила у Ла Лиги, за длаку избегавши испадање након победе у плеј-офу против Реал Мурсије. Упркос томе, клуб је успео да освоји Куп Шпаније (тадашњи Куп Генералисимо), победивши Атлетико Билбао са 4 : 3 после продужетака. Током сезоне 1942–43 Ногес је довео Барсу до трећег места у Ла Лиги и до полуфинала Купа. У полуфиналу су одиграли нерешено против Реал Мадрида и након победе у првој утакмици на Лес Кортсу резултатом 3 : 0, контроверзно су поражени са 11 : 1 на Сантијаго Бернабеу. Наводи се да су присталице франкистичке Шпаније притискале играче Барсе да изгубе утакмицу.
Ногес је касније тренирао Гимнастик де Тарагона током њихових сезона у Ла Лиги током 1940-их. Године 1947. Гимнастик је такође стигао до полуфинала Купа, али је изгубио од Еспањола. У четвртфиналу су победили Барселону. Завршили су своју дебитантску сезону у Ла Лиги, 1947–48, на седмом месту, а врхунац је дошао 11. јануара 1948. када су победили Реал Мадрид са 3 : 1 на Бернабеуу. Као резултат тога, постали су први тим који је победио Реал на Бернабеуу и још увек су једини тим који је тамо победио на свом првом гостовању.

## Трофеји

### Играч

#### ФК Барселона:
Шампион Каталоније : 5
- 1930, 1931, 1932, 1935, 1936.

### Тренер

#### ФК Барселона:
Куп Шпаније : 1
- 1942.